# Listă cu porturi de rețea TCP/UDP
Aceasta este o listă a numerele de porturi și protocoalelor de rețea bazate pe TCP/UDP pentru internet și pentru rețelele locale (LAN). 

Internet Assigned Numbers Authority (IANA) este organismul responsabil cu menținerea numărului de porturi pentru utilizări specifice. Cu toate acestea, în practică, multe protocoale folosesc în mod neoficial numere de port atât cunoscute, cât și înregistrate. 

## Porturi cunoscute (0 - 1023)
| - 7 Echo - 19 CHARGEN - 20/21 FTP - 22 SSH - 23 Telnet - 25 SMTP - 42 WINS - 43 WHOIS - 49 TACACS - 53 DNS - 67/68 DHCP/BOOTP - 69 TFTP - 70 Gopher - 79 Finger - 80 HTTP - 88 Kerberos - 102 Service Access Point - 110 POP3 - 113 Ident - 119 NNTP - 123 Network Time Protocol - 135 Microsoft RPC - 137-139 NetBIOS - 143 IMAP - 161/162 SNMP - 177 X Display Manager Control Protocol (XDMCP) - 179 Border Gateway Protocol (BGP) - 201 AppleTalk - 264 Border Gateway Multicast Protocol (BGMP) - 318 Time stamp protocol (TSP) - 381-383 HP Openview - 389 LDAP - 411/412 DC++ - 443 HTTPS - 445 Microsoft Active Directory | - 464 Kerberos - 465 SMTPS - 497 Retrospect (client–server backup software) - 500 ISAKMP - 512 rexec - 513 rlogin - 514 syslog - 515 LPD - 520 RIP - 521 RIPng (IPv6) - 540 UUCP - 554 RTSP - 546/547 DHCPv6 - 560 rmonitor - 563 NNTPS - 587 SMTP - 591 FileMaker - 593 Microsoft DCOM - 631 IPP/CUPS - 636 LDAPS - 639 MSDP - 646 LDP (MPLS) - 660 Mac OS X Server - 666 Doom - 691 Microsoft Exchange Server - 860 ISCSI - 873 Rsync - 902 VMware ESXi - 989/990 FTPS - 993 IMAPS - 995 POP3S - 1026-1029 Windows Messenger - 1080 SOCKS Proxy - 1080 MyDoom |

## Porturi înregistrate (1024 - 49151)
| - 1194 OpenVPN - 1214 Kazaa - 1220 QuickTime Streaming Server - 1234 VLC media player - 1241 Nessus - 1293 IPsec - 1337 WASTE - 1433/1434 Microsoft SQL Server - 1503 Windows Live Messenger - 1512 WINS - 1521 Oracle Database - 1589 Cisco VQP - 1688 Microsoft KMS - 1701 L2TP - 1723 MS PPTP - 1725 Steam - 1741 Cisco Prime - 1755 Microsoft Media Server - 1812/1813 RADIUS - 1863 Microsoft Notification Protocol - 1935 Adobe Flash server - 1985 Cisco HSRP - 2000 Cisco SCCP - 2049 NFS - 2082/2083 cPanel - 2100 Warzone 2100 - 2101 NTRIP - 2221 ESET - 2222 DirectAdmin - 2302 Halo: Combat Evolved - 2427 MGCP - 2483/2484 Oracle Database - 2745 Bagle - 2775 SMPP - 2948 WAP - 2967 Norton AntiVirus - 3004 iSync - 3050 InterBase/Firebird DB - 3074 Games for Windows – Live - 3128 Squid - 3222 GLBP - 3260 ISCSI - 3283 Apple Remote Desktop - 3306 MySQL - 3389 Microsoft RDP - 3479 PlayStation Network - 3689 iTunes - 3690 Apache Subversion - 3724 Blizzard Entertainment - 3785 Ventrilo - 4321 Referal WHOIS | - 4444/4445 I2P - 4664 Google Desktop - 4672 eMule - 4713 PulseAudio - 5000 UPnP - 5001 Slingbox, Iperf - 5004/5005 RTP - 5050 Yahoo! Messenger - 5060 SIP - 5190 AOL Instant Messenger - 5222 XMPP - 5228 Google Play, Google Cloud Messaging - 5243/5244 Viber - 5351 NAT Port Mapping Protocol - 5353 mDNS - 5405/5421 NetSupport Manager - 5432 PostgreSQL - 5480 VMware - 5500 VNC Server - 5554 Fastboot (Android NDK) - 5631/5632 pcAnywhere - 5671 AMQP - 5683 CoAP - 5693 Nagios - 5723 System Center Operations Manager - 5800 VNC over HTTP - 5900 VNC Server - 5938 TeamViewer - 5984 CouchDB - 5985/5986 [[PowerShell] - 6000-6063 X Window System - 6112 Battle.net - 6136 ObjectDB - 6257 WinMX - 6346/6347 Gnutella - 6463–6472 Discord - 6516 Windows Admin Center - 6566 SANE - 6571 Windows Live Mesh - 6600 Music Player Daemon - 6601 Forefront TMG - 6665-6669 IRC - 6679/6697 IRC over SSL - 6699 WinMX - 6881-6900 BitTorrent - 6891-6901 Windows Live Messenger - 6970-6999 Quicktime - 7070 Real Time Streaming Protocol - 7652–7654 I2P - 7659 Polypheny - 8000 Internet Radio (SHOUTcast, Icecast, iTunes Radio) | - 8080 Apache Tomcat - 8088 Asterisk - 8089 Splunk - 8116 Check Point - 8118 Privoxy - 8200 VMware Server - 8332/8333 Bitcoin - 8384 Syncthing - 8444 Bitmessage - 8500 ColdFusion - 8767 TeamSpeak - 8888 Freenet - 8983 Apache Solr - 9000 Udpcast, PHP, qBittorrent - 9001 SharePoint, Tor, HSQLDB - 9050/9051 Tor - 9091 Transmission - 9100 HP PCL - 9101-9103 Bacula - 9119 MXit - 9333 Litecoin - 9800 WebDAV - 9899 SCTP - 9999 Google Analytics - 10000 Webmin, Backup Exec - 11371 Pretty Good Privacy - 12035 Second Life - 12345 NetBus - 13720/13721 NetBackup - 14567 Battlefield 1942 - 15000 The Battle for Wesnoth - 15441 ZeroNet - 16080 Mac OS X Server - 17500 Dropbox - 18080 Monero - 19226 Panda Security - 19294 Google Talk - 20000 Usermin - 23399 Skype - 24444 NetBeans - 24800 Synergy - 25565 Minecraft - 27000–27015 Steam - 27015 Half-Life - 27374 Sub7 - 28960 Call of Duty - 31337 Back Orifice - 31416 BOINC - 33434 traceroute - 43594/3595 RuneScape |

## Porturi private și/sau dinamice (49152 - 65535)
Numite și porturi efemere, acestea nu sunt înregistrate cu IANA și sunt utilizate în scopuri private sau servicii personalizate.
- 60000–61000 Mosh (software)
- 64738 Mumble[1][2][3][4]